# Летища в Северна Македония
Списък на летищата в Северна Македония.

## Летища
| Име                                | Местоположение | ICAO код | IATA код | Забележки           |
| ---------------------------------- | -------------- | -------- | -------- | ------------------- |
| Международни граждански летища     |                |          |          |                     |
| Летище Скопие „Александър Велики“  | Ибрахимово     | LWSK     | SKP      | skp.airports.com.mk |
| Летище Охрид „Свети апостол Павел“ | Охрид          | LWOH     | OHD      | ohd.airports.com.mk |